# Starved Rock (Masters)
Starved Rock – tomik wierszy amerykańskiego poety Edgara Lee Mastersa, opublikowany w 1920 nakładem nowojorskiego wydawnictwa The Macmillan Company. Składające się na zbiorek utwory są zróżnicowane pod względem formalnym. Tomik zawiera między innymi dłuższy utwór Lord Byron to Doctor Polidori, w formie monologu dramatycznego, ułożonego wierszem białym. Tomik został zrecenzowany w czasopiśmie Poetry. Tytuł tomiku pochodzi od nazwy miejscowej Starved Rock.
Poeta pisze wierszem wolnym, posługując się paralelizmem i powtórzeniami.

What are we, the livings beside you the dead?
We of daily hunger, daily food, daily ablutions,
The daily rising and lying down,
Waking and sleep :
The daily care of the body's needs;
And daily desire to pass the gift of life;
And daily fears of the morrow to come;
And daily pains for things that are gone;
And daily longing for things that fly us;
And sorrow that follows wherever we go;